# Obrzycko
Obrzycko (prononciation : [ɔˈbʐɨt͡skɔ], en allemand : Obersitzko) est une ville de la Voïvodie de Grande-Pologne et du powiat de Szamotuły.
Elle est située à environ 10 km au nord de Szamotuły et environ 42 km au nord-ouest de Poznań, capitale de la voïvodie de Grande-Pologne.
Elle est le siège administratif de la gmina d'Obrzycko, même si elle ne fait pas partie de son territoire.
Elle s'étend sur 3,74 km2.

## Géographie

Plan de la ville.

Située au centre de la voïvodie de Grande-Pologne, la ville d'Obrzycko se trouve aux bords de la Warta (un affluent important de l'Oder). Sa superficie est de 3,74 km2.
La ville est localisée à environ 42 km au nord-ouest de Poznań, la capitale régionale.

## Histoire
Obrzycko a été fondée en 1238 et a acquis ses droits de ville en 1458. À partir de 1818, la ville appartient à l'arrondissement de Samter dans le grand-duché de Posen puis de la province de Posnanie.
De 1975 à 1998, la ville faisait partie du territoire de la voïvodie de Poznań. Depuis 1999, la ville fait partie du territoire de la voïvodie de Grande-Pologne.

## Monuments
- l'église baroque, construite en 1714 ;
- l'hôtel de ville, datant du XVIIIe siècle.

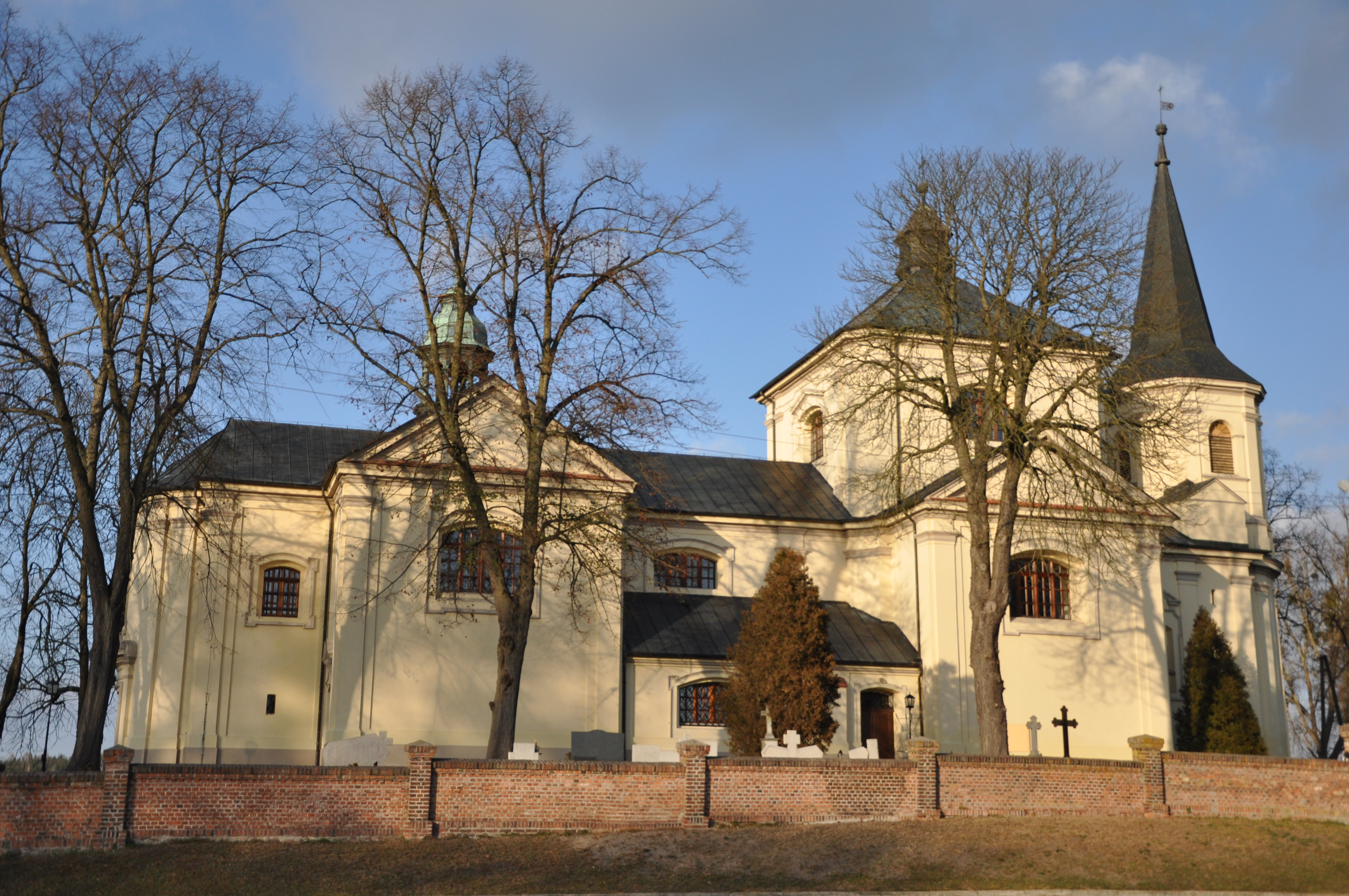
L'église baroque.
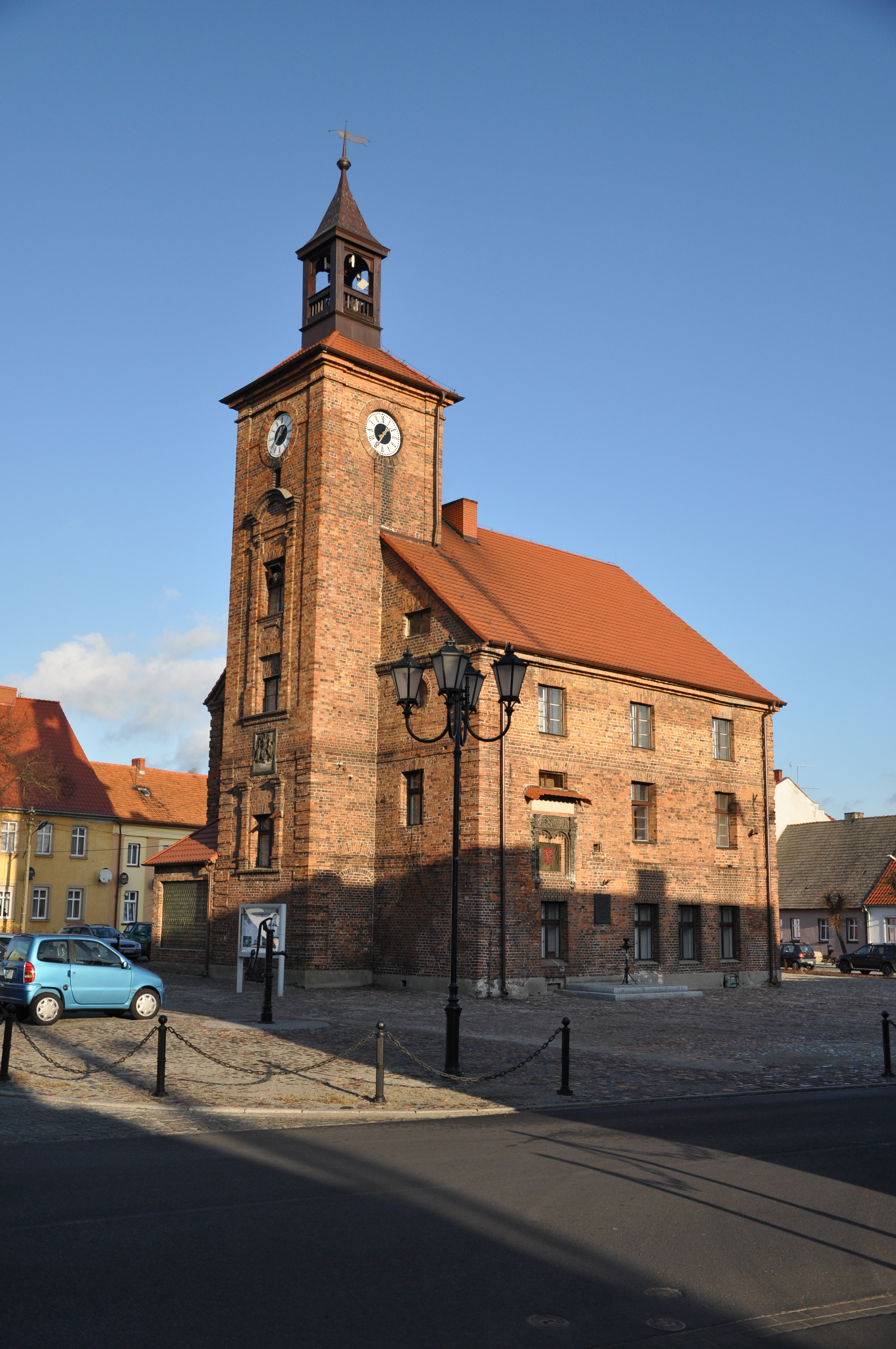
L'hôtel de ville.

## Voies de communication
La ville est traversée par les routes voïvodales 117 (pl) (qui rejoint Obrzycko à Ostroróg) et 185 (pl) (qui rejoint Szamotuły à Piotrowo).